# ICC Cricket World Cup Qualifier
Der ICC Cricket World Cup Qualifier ist das Qualifikationsturnier für den Cricket World Cup seit 1979. Bis einschließlich 2005 hieß das Turnier ICC Trophy.

## Geschichte
Für den World Cup, der seit 1975 ausgetragen wird, sind die mittlerweile zehn Test-Cricket Nationen automatisch qualifiziert. Zum ersten World Cup wurden zusätzlich zu den damals sechs Test-Nationen noch Sri Lanka und East Africa (Kenia, Tansania, Uganda) eingeladen, erst mit der zweiten Ausrichtung wurde ein Qualifikationsturnier in Form der ICC Trophy ausgetragen. Zu dieser waren bis einschließlich 2001 grundsätzlich nur die sogenannten Associate Members zugelassen, nicht die Affiliate Members des International Cricket Council (ICC). Die deutsche Mannschaft nahm bisher nur an dem Turnier 2001 in Kanada teil und gewann immerhin offiziell drei seiner fünf Vorrundenspiele.
Die Teilnehmerzahl der ICC Trophy 2005 wurde auf 12 Mannschaften verringert, wozu vorherige Ausscheidungsturniere notwendig wurden, und mit Oman trat auch erstmals ein Affiliate Member antreten.
Zum ersten Mal qualifizierten sich fünf Mannschaften für den World Cup 2007 in der Karibik (West Indies), die alle automatisch, auch das eine Neuerung, offiziellen One-Day International (ODI) Status zugesprochen bekamen. Zu diesen fünf Qualifikanten kam noch Kenia hinzu, die schon vorher als einziges Land diesen Status außerhalb der zehn Test-Nationen besaß.
Für den World Cup 2011 wurde die Zahl der Qualifikanten auf vier verringert, zumal auch Kenia mittlerweile seinen Status als automatischer Qualifikant verlor. Allerdings erhalten die nicht qualifizierten fünft- und sechstplatzierten Mannschaften weiterhin ODI Status.
Um die Qualifikation für den kommenden Cricket World Cup 2015 gab es reichlich Kontroversen. So plante der ICC zunächst die Qualifikation ganz abzuschaffen und nur noch die zehn Testnationen ein Teilnahmerecht bei der Weltmeisterschaft einzuräumen. Jedoch wurde dieses wieder verworfen. und nun sollen sich zunächst die beiden bestplatzierten Mannschaften des Intercontinental One-Day Cup 2011-13 qualifizieren. Hinzu kommen dann zwei weitere Qualifikanten die beim Cricket World Cup Qualifier 2013 ermittelt werden.

## Bisherige Turniere
| Jahr         | Gastgeber   | Finalort     | Finale                                             | Qualifikanten                                    | ODI-Status                                                                            |
| ------------ | ----------- | ------------ | -------------------------------------------------- | ------------------------------------------------ | ------------------------------------------------------------------------------------- |
| 1979 Details | England     | Worcester    | Sri Lanka gewinnt mit 60 Runs                      | Sri Lanka, Kanada                                |                                                                                       |
| 1982 Details | England     | Leicester    | Simbabwe gewinnt mit 5 Wickets                     | Simbabwe                                         |                                                                                       |
| 1986 Details | England     | Lord’s       | Simbabwe gewinnt mit 25 Runs                       | Simbabwe                                         |                                                                                       |
| 1990 Details | Niederlande | Den Haag     | Simbabwe gewinnt mit 6 Wickets                     | Simbabwe                                         |                                                                                       |
| 1994 Details | Kenia       | Nairobi      | Vereinigte Arabische Emirate gewinnt mit 2 Wickets | Ver. Arab. Emirate, Kenia, Niederlande           |                                                                                       |
| 1997 Details | Malaysia    | Kuala Lumpur | Bangladesch gewinnt mit 2 Wickets                  | Bangladesch, Kenia, Schottland                   |                                                                                       |
| 2001 Details | Kanada      | Toronto      | Niederlande gewinnt mit 2 Wickets                  | Niederlande, Namibia, Kanada                     |                                                                                       |
| 2005 Details | Irland      | Clontarf     | Schottland gewinnt mit 47 Runs                     | Schottland, Irland, Kanada, Bermuda, Niederlande |                                                                                       |
| 2009 Details | Südafrika   | Centurion    | Irland gewinnt mit 9 Wickets                       | Irland, Kanada, Niederlande, Kenia               | Afghanistan, Schottland                                                               |
| 2014 Details | Neuseeland  | Lincoln      | Schottland gewinnt mit 41 Runs                     | Irland, Afghanistan, Schottland, VA Emirate      | Hongkong, Papua-Neuguinea                                                             |
| 2018 Details | Simbabwe    | Harare       | Afghanistan gewinnt mit 7 Wickets                  | Afghanistan, West Indies                         | Niederlande, Nepal, Schottland, VA Emirate                                            |
| 2023 Details | Simbabwe    | Harare       | Sri Lanka gewinnt mit 128 Runs                     | Sri Lanka, Niederlande                           | Namibia, Niederlande, Nepal, Schottland, VA Emirate, Oman, Vereinigte Staaten, Kanada |

## Turnier Rekorde

### Team Rekorde
- Höchstes Total: 455-9 (Papua-Neuguinea v Gibraltar, Cannock, 1986)
- Niedrigstes Total: 26 all out (East and Central Africa v Niederlande, Kuala Lumpur, 1997)

### Spieler Rekorde
- Die meisten Runs in einem Innings: 172 (SD Myles, Hong Kong v Gibraltar, Bridgnorth, 1986)
- Die meisten Runs in allen Turnieren: 1173 (Maurice Odumbe, Kenia)
- Bestes Bowling in einem Innings: 7-9 (Asim Khan, Niederlande v East and Central Africa, Kuala Lumpur, 1997)
- Die meisten Wickets in allen Turnieren: 71 (Roland Lefebvre, Niederlande)
- Die meisten Catches durch einen reinen Feldspieler allen Turnieren: 26 (Roland Lefebvre, Niederlande)
- Die meisten Wicket-Keeper Dismissals in allen Turnieren: 38 (Allan Douglas, Bermuda)
- Die meisten ICC Trophy Einsätze: 43 (Roland Lefebvre)

## Belege
1. ↑  ICC Executive Board meets in Mumbai. ICC-Website, 4. April 2011, abgerufen am 24. Oktober 2011 (englisch).
2. ↑  ICC reinstates associates for 2015 World Cup, 10 teams in 2019. The Times of India, 28. Juni 2011, abgerufen am 24. Oktober 2011 (englisch).
3. ↑  ICC spells out 2015 WC qualification plan. Cricinfo, 11. Oktober 2011, abgerufen am 24. Oktober 2011 (englisch).
4. ↑  Irland und Afghanistan nahmen nicht an dem Turnier teil, da sie sich schon zuvor qualifizieren konnten.
5. ↑  Die Niederlande erhielt den ODI-Status nicht über die Qualifikation, sondern über den Gewinn der ICC World Cricket League Championship 2015–17.
6. 1 2 3 4 5 6 7 8  Die Mannschaften erhielten den ODI-Status nicht über die Qualifikation.